# Lorum
Lorum (lora) je jednostavna kartaška igra. Zbog svoje jednostavnosti može se naučiti nakon samo jedne partije.

## Povijest
Lorum Parlett opisuje kao "mađarskog prethodnika Barbu", prvi put zabilježenog 1916. godine, iako postoji i referenca iz 1904. godine koja spominje da se igrao u mladosti autora, što sugerira da je možda već bio popularan krajem 19. stoljeća. Međutim, pravila igre nisu bila objavljena sve do 1920-ih.
Igra je bila popularna među mađarskim Nijemcima prije Drugog svjetskog rata, zajedno s igrama poput Ulti, Šnaps i Marijaš, a i danas se igra u srednjoj i istočnoj Europi, primjerice u češkom gradu Kladno, gdje je poznata kao Lóra.

## Pravila
Lorum se igra s 32 karte, kartama zvanim mađarice. U igri sudjeluju isključivo četiri igrača, svaki igrač za sebe i igra je podijeljena na četiri cjeline. U svakoj cjelini igra se osam igara i svih osam puta isti igrač dijeli karte. Svaka igra ima svoj cilj. Igara ima jako puno, ali u pravilu se izabire osam igara. Za veći broj igara, partija bi predugo trajala, a time prestaje biti zanimljiva.
Nužno je poštovati boje; ako igrač nema boju, može baciti bilo koju kartu. Ako se utvrdi da igrač nije poštovao boju, pripisuju mu se svi bodovi u toj igri.
Bodovanje ovisi o igri koja se trenutno igra, a cilj je imati što manje bodova kad se završe sve četiri cjeline.
Poredak karata je sljedeći: As, Kralj, Dama, Dečko, Deset, Devet, Osam, Sedam

## Igre
Igara ima jako puno, ali u pravilu se izabire osam igara koje se igraju kroz sve četiri cjeline istim redoslijedom.
1. Što više
2. Što manje
3. Dame
4. Crvene
5. Crveni Kralj i zadnji štih
6. Slijepac
7. Velika skala
8. Prognoza
9. Mala skala
10. Dečko preko puta
11. Dečko Tref

## Pravila igara
- Što više

Cilj ove igre je imati što više štihova, svaki štih donosi po jedan negativan bod (cilj igre je što manje bodova).
- Što manje

Svaki štih u ovoj igri nosi po jedan bod, cilj je imati što manje štihova.
- Dame

Svaka dama nosi po dva boda, cilj je imati što manje dama.
- Crvene

Svaka crvena nosi po jedan bod, cilj je imati što manje crvenih.
- Crveni kralj i zadnji štih

Crveni kralj nosi četiri boda i zadnji štih nosi četiri boda, cilj je ne pokupiti crvenog kralja i ne pokupiti zadnji štih.
- Slijepac

Ova igra ima dvije varijante. Neki ju igraju na način da crveni kralj nosi svih osam bodova, a neki da crveni kralj nosi četiri boda i zadnji štih četiri boda. Osim toga neki ga igraju sa skrivenim kartama, a neki s kartama okrenutim tako da ostali igrači vide karte. U prvom slučaju nitko ne vidi koja će karta biti sljedeća, u drugom slučaju svi vide karte osim igrača koji drži karte.
- Velika skala

Igrač koji započinje igru stavlja jednu kartu na stol. Sljedeći igrač može staviti ili iduću kartu u skali na tu kartu ili istu tu kartu u drugoj boji i tako redom. Ako neko od igrača nema niti jednu kartu za nastaviti dobiva jedan bod, a igru nastavlja sljedeći igrač. Igra završava kad jedan od igrača ostane bez karata, a preostalim igračima se piše onoliko bodova koliko karata imaju u rukama. Ako se utvrdi da je netko imao kartu a nije bacio igra završava i taj igrač dobiva onoliko bodova koliko svi igrači zajedno imaju karata u rukama.
- Prognoza

Svaki igrač prognozira koliko će štihova odnijeti, ako pogodi broj dobiva toliko negativnih bodova koliko je prognozirao. Ako igrač odnese manje štihova od prognoziranog dobiva onoliko pozitivnih bodova koliko je prognozirao, ako igrač odnese više štihova od prognoziranog dobiva onoliko bodova koliko štihova ima.
- Mala skala

- Dečko preko puta

Ova igra je malo neobična. Crveni dečko nosi osam bodova, ali ne igraču koji ga je pokupio nego onom igraču koji sjedi nasuprot tog igrača.